# Domino (canción de Van Morrison)
«Domino» es una canción del músico norirlandés Van Morrison publicada en el álbum de 1970 His Band and the Street Choir y como sencillo el mismo año, con "Sweet Jannie" como cara B.
Musicalmente, "Domino" es un tributo a Fats Domino, dentro del estilo personal de Morrison que mezcla el gospel contemporáneo urbano y con la balada celta. Brian Hinton describió el tema como "un affair vigoroso, con letras que significan poco, a pesar de amenazar al buen sentido de todo el empuje del álbum... La música es algo más de nueva, rigurosamente alegre, con un temprano himno de Van a la radio".
"Domino" alcanzó el puesto 9 en la lista de sencillos de Billboard. En 1989, fue clasificada en el puesto 197 en el libro de Dave Marsh The Heart of Rock and Soul, The 1001 Greatest Singles Ever.

## En otros álbumes
- "Domino"  fue también incluida en el álbum en directo de 1974 It's Too Late to Stop Now.
- Es también una de las canciones seleccionadas por el propio Morrison para el recopilatorio de 1990 The Best of Van Morrison.
- "Domino"  fue una de las canciones incluidas en la banda sonora de la película Clean and Sober, y una versión en directo es incluida en el recopilatorio de 2007 Van Morrison at the Movies - Soundtrack Hits.
- En 2007, fue incluida en el álbum recopilatorio Still on Top - The Greatest Hits.

## Personal
- Van Morrison: voz
- Alan Hand: piano
- Keith Johnson: trompeta
- John Klingberg: bajo
- John Platania: guitarra
- Jack Schroer: saxofón alto y barítono
- Dahaud Shaar: batería y coros

## Versiones
- The Buckinghams
- Buddy Rich
- Swingle II